# Leó Frankel
Leó Frankel (25 de fevereiro de 1844, Újlak - 29 de março de 1896, Paris) foi um revolucionário comunista húngaro, membro da Associação Internacional dos Trabalhadores e que participou ativamente da Comuna de Paris. Foi um dos fundadores do Partido Operário Geral da Hungria.